# Chaetoderma productum
Chaetoderma productum är en blötdjursart som beskrevs av Wiren 1892. Chaetoderma productum ingår i släktet Chaetoderma och familjen Chaetodermatidae. Inga underarter finns listade i Catalogue of Life.